# 圆斑蚁微蛛
圆斑蚁微蛛（学名：Solenysa circularis）为皿蛛科蚁微蛛属的动物。在中国大陆，分布于浙江等地。